# Zygina ulmicola
Zygina ulmicola är en insektsart som först beskrevs av Mitjaev 1971.  Zygina ulmicola ingår i släktet Zygina och familjen dvärgstritar.
Artens utbredningsområde är Kazakstan. Inga underarter finns listade i Catalogue of Life.